# La escala
La escala es un cortometraje de ficción dirigido por el cineasta chileno Aldo Francia que fue estrenado durante la II Edición del Festival de Cine de Viña del Mar en 1964. La cinta, que tiene como protagonista la escala Santa Justina en el Cerro Larraín de Valparaíso, es una de las primeras obras a color de la historia del cine nacional y constituye uno de los principales antecedentes de lo que posteriormente se conocería como el Nuevo Cine Chileno.

## Sinopsis
La escala retrata la vida cotidiana en la escala Santa Justina del Cerro Larraín, en Valparaíso, a través de sus 123 peldaños, testigos del tránsito diario de hombres, mujeres y niños. La narración se articula en torno al ojo de la escala, representado por un objeto esférico, que desciende por los peldaños registrando escenas de mendigos, niños jugando a la bolita, organilleros y otros personajes.
La historia alcanza su clímax cuando una mujer que lleva a su bebé en brazos pisa accidentalmente una bolita y cae, provocando la trágica muerte de su hijo. En la escena final, la pareja sube la escala en silencio, ahora sin su hijo, mientras la cámara adopta su punto de vista, recorriendo los rostros de los habitantes del sector y enmarcando en el fondo las edificaciones de Valparaíso. Todo ello acompañado por una melancólica melodía de guitarra, que refuerza el tono nostálgico del cortometraje.

## Producción
El proyecto de La escala nació en el contexto de los cursos de cine organizados por el recién fundado Cine Club de Viña del Mar. En particular, el curso de guion, impartido por Bruno Gebel—actor de reparto en Roma, ciudad abierta—se centraba en la construcción de pequeñas anécdotas fílmicas a través de diversos planos. Como parte de esta experiencia, se realizó un concurso de guiones, del cual emergió el texto poético de Celia Münchmeyer, que serviría de base para el cortometraje.
El Cine Club de Viña del Mar también aportó a la producción de La escala mediante la recaudación de fondos obtenidos en sus conferencias de cine. Gracias a estos recursos, fue posible adquirir los rollos de película para la filmación. Dado que la cinta se rodó en color y las primeras escenas fueron grabadas en invierno, el equipo tuvo que esperar el regreso de días nublados para evitar problemas de continuidad en la iluminación y recurrir a trucos como generar sombras con frazadas sobre los protagonistas para mantener la coherencia visual.

## Recepción crítica
La recepción del cortometraje en el Festival de Viña del Mar fue mayoritariamente positiva. El propio Aldo Francia en el documento de síntesis de la II Edición del Festival de Viña reconoció que lo más logrado del film fue la buena puesta en escena y el color, aunque “su defecto fundamental está en la mezcla de elementos realistas y surrealistas (el ojo de la escala)… demasiado reales. Estos no impresionan como símbolos, sino por lo que significativamente son”.
Hans Ehrmann crítico de la Ercilla (revista) señaló que  “aunque parcialmente frustrada, fue una de las películas más ambiciosas presentadas al Festival”, coincidiendo en que la principal limitación del film fue “la introducción de un ojo simbólico que sube y baja por los escalones, y la débil interpretación de la pareja protagónica.”
Lidia Baltra, quien en su calidad de crítica de cine de la Revista Ecran fue parte del jurado del Festival, señaló que “la calidad de realizador de este médico pediatra enamorado del cine se mantiene. Nuestros cineastas profesionales tienen mucho que envidiarle. Su película, «La escala», ganó el premio a la mejor fotografía en color. Y en realidad, ninguna película chilena, ni siquiera el documental «Isla Guarello» o «Suma de esfuerzos», han mostrado colorido de tanta calidad. En quince minutos narra una historia de tipo neorrealista, sobre los personajes (un mendigo, un organillero, niños, una pareja) que transitan por la escala Santa Justina, de un cerro porteño. Un elemento surrealista, el ojo de la escala que ve a estos personajes, altera la unidad del conjunto: pero la idea fue buena y la realización técnica notable.”
Posteriormente, la cinta ha sido reconocida como una obra fundamental en la historia del cine nacional, pionera del movimiento denominado Nuevo Cine Chileno. Juan Pablo Silva & Valeria Raurich destacan cómo “esta simplísima historia (...) constituye una búsqueda de una nueva cinematografía que pretende incorporar tendencias neorrealista mezclándolas con una estructura surrealista.”

## Participación en festivales
La película obtuvo el Premio Pellerano a la Mejor fotografía en colores, en el II Festival Internacional de Cine Aficionado de Viña del Mar de 1964, “por el interesante tratamiento de la técnica cromática, dirigida hacia la búsqueda de un estilo dramático, personal y significativo”.
Fue proyectada en el Festival de Evian en Francia, y según las palabras del propio director, fue recibida de forma amable por parte del público.

## Datos de relevancia
Esta cinta es considerada una obra clave en el nacimiento del Nuevo Cine Chileno, siendo una de las primeras obras nacionales con una estética marcadamente influenciada por el neorrealismo italiano.
Fue restaurada por la Cineteca Nacional de Chile y se puede visualizar de manera gratuita en su plataforma.